# James Allchin
James Edward Allchin (* 1951 Grand Rapids, Michigan) je bývalý manažer Microsoftu, byl zodpovědný za vedení vývoje mnoha operačních systémů firmy Microsoft, streamovacích médií a internetových služeb. Pracoval pro Microsoft více než 16 let – do roku 2007. Od Microsoftu odešel v den oficiálního vydání Microsoft Windows Vista, operačního systému pro řadové zákazníky.

## Život
Narodil se v Grand Rapids v roce 1951. Když byl ještě malý, rodina se přestěhovala do Keysville Florida, kde jeho rodiče pracovali na farmě.
Později James a jeho starší bratr Keith pracovali na farmě, aby pomohli s rodinným rozpočtem. Začal studovat elektroinženýrství na University of Florida, studia však zanechal a věnoval se hraní v několika kapelách. Později se na univerzitu vrátil a promoval jako bakalář počítačové vědy v roce 1973.
Poté našel práci v Texas Instruments, kde pomáhal tvořit nový operační systém. Poté následoval bývalého přednášejícího Dicka Kigera do Wyomingu, kde pomohl rozjet firmu zabývající se poskytováním celostátních počítačových služeb. Další práci našel v Dallasu v Texasu.
V roce 1980 se Allchin vrátil na studia a získal doktorát počítačových věd na Stanfordově univerzitě. Zatímco studoval doktorát z filozofie v počítačovém odvětví na Georgia Institute of Technology v osmdesátých letech, byl architektem distribuovaného objektově orientovaného operačního systému Clouds.
V roce 1983 byl Allchin osloven Davem Mahoneyem pracovní nabídkou ve firmě Banyan, nakonec se v této soplečnosti dostal do pozice staršího viceprezidenta a šéfa technologické kanceláře. Během těchto sedmi let ve společnosti Banyan, byl hlavním architektem distribuovaného operačního systému VINES včetně adresářového protokolu StreetTalk.
Tento rok se Bill Gates snažil Allchina přetáhnout do Microsoftu, přesvědčil jej až v roce 1990 tím, že mu řekl, že cokoliv on vytvoří se dostane více zákazníkům díky Microsoftu než přes kohokoliv jiného.

## Microsoft
Allchinův první velký projekt v Microsoftu byl operační systém Cairo, který měl nahradit Windows NT. Na NT Developer Conference v červenci 1992 měl Allchin prezentaci o budoucím operačním systému Microsoftu. Jedním z hlavních cílů projektu Cairo bylo, že uživatelé mohli nacházet soubory na základě obsahu a ne pouze na základě jména souboru. Uživatelé by také mohli mít přístup k souborům uloženým na jiných strojích přes síť snadněji, než kdyby je měli na svém harddisku. Cairo byl původně naplánován k vydání v roce 1994, ale byl opakovaně odložen, protože nastal rozmach internetu, Microsoft se zaměřil jinam a práce na Cairo byly zastaveny.
Po Cairo nahradil Allchin Dave Cutlera jako šéfa vývoje Windows NT verze 3.5 a dalších. Tato jeho pozice přinesla konflikt s jiným viceprezidentem Bradem Silverbergem, který byl zodpovědný za vývoj operačního systému Windows 95, který byl zaměřen na trh s osobními počítači.
V roce 1999 Microsoft přestavěl svoji strukturu. Zákaznická divize udržující verzi Windows pro domácí uživatele a Business a Enterprise divize udržující Windows NT byly zkombinovány do jedné divize. Allchin se stal viceprezidentem této divize. 20. září 2005 Microsoft oznámil další restrukturalizaci. Allchin měl být spolu s Kevinem Johnsonem prezidentem nové platform products a servisní skupiny. Microsoft také oznámil, že Allchin odejde na konci roku 2006 po vydání Windows Vista.